# Willis O’Brien
Willis O’Brien (* 2. März 1886 in Oakland, Kalifornien, USA, als Willis Harold O’Brien; † 8. November 1962 in Los Angeles, Kalifornien, USA) war ein US-amerikanischer Tricktechniker und Filmregisseur, der durch den Einsatz von Stop-Motion in King Kong und die weiße Frau bekannt wurde.

## Leben
Willis O’Brien versuchte sich in mehreren Jobs, bis er als Cartoonzeichner bei der Zeitung San Francisco Daily World angestellt wurde. Sein Interesse für den Boxsport führte ihn zur Stop-Motion-Technik als er einen Boxkampf mit Tonfiguren nachspielte. Sein zweites Interesse galt der prähistorischen Urzeit. Bereits in seinem ersten Stop-Motion-Kurzfilm spielte ein Dinosaurier mit. Er überzeugte den Produzenten Herman Wobber und es entstand 1915 der Kurzfilm The Dinosaur and the Missing Link, der von der Edison Company verliehen wurde. Es wurde die Mannikin Films gegründet und für die Edison Company entstanden bis 1917 fünf weitere Kurzfilme in Stop-Motion. Nach dem Verkauf der Edison Company verließ er Mannikin Films und stellte 1918 für Herbert M. Dawley seinen ersten längeren Kurzfilm The Ghost of Slumber Mountain her, bei dem O’Brien erstmals Hintergrundprojektionen und die Matte-Technik einsetzte, bei Produktionskosten von 3000 Dollar ein enormer Kassenerfolg wurde und mehr als 100.000 Dollar einspielte.
Aufgrund dieses Erfolges wagte er sich nun an die Verfilmung eines Abenteuerromans von Arthur Conan Doyle. Er gewann die First National Pictures als Produktionsgesellschaft. Es entstand Die verlorene Welt, in der er die Stop-Motion-Technik verfeinerte und die Dinosaurier nicht nur als Monster darstellte. Weitere Projekte konnten nicht verwirklicht werden, da die Filmgesellschaften vermehrt in den neuen Tonfilm investierten und die Weltwirtschaftskrise seine teuren Projekte unfinanzierbar machte. Er wechselte 1929 zur RKO, die sein nächstes Projekt Creation finanzierte. Es war eine Tonfilmvariante seines Erfolgs von 1925. RKO geriet jedoch in Schwierigkeiten und das Projekt wurde 1931 gestoppt. Nach Sichtung des vorhandenen Materials verpflichteten ihn Merian C. Cooper und Ernest B. Schoedsack für King Kong und die weiße Frau. Dieser Film gilt bis heute als Meilenstein der Stop-Motion-Technik und der Tricktechnik überhaupt. Seine sorgfältigen, aber aufwendigen Arbeiten überzogen jedoch das Budget, so dass er für den Nachfolgefilm King Kongs Sohn mit weit weniger Geld auskommen musste.
Weitere Arbeiten übernahm er in den RKO-Produktionen Der Untergang von Pompeji, Dancing Pirate und Citizen Kane, doch eigene Filmprojekte scheiterten. Während des Krieges arbeitete er kurz für George Pal und seine Puppetoons und für Propaganda-Filme der US Navy. Merian C. Cooper und Ernest B. Schoedsack engagierten ihn nach dem Krieg für Panik um King Kong. Für diese Arbeit wurde er 1950 mit dem Oscar für die besten Spezialeffekte ausgezeichnet. Es war auch eine verspätete Würdigung seiner Leistung von 1933, als es den Oscar für diese Kategorie noch gar nicht gab. O’Brien arbeitete an diesem Film erstmals mit dem jungen Ray Harryhausen zusammen. Eine weitere Zusammenarbeit folgte 1956 im Dokumentarfilm Die Tierwelt ruft von Irwin Allen, in der beide eine Sauriersequenz animierten. Eigene Projekte konnte er trotz seines Oscargewinns nicht verwirklichen. Für The Black Scorpion und Das Ungeheuer von Loch Ness überwachte er die Spezialeffekten. Irwin Allen stellte ihn als technischen Berater für das Remake seines eigenen Films von 1925 an. Zu seiner Enttäuschung kam die Stop-Motion-Technik aus Kostengründen für Versunkene Welt nicht zur Anwendung. Zuletzt animierte er Szenen in Eine total, total verrückte Welt, er erlebte jedoch die Fertigstellung des Films nicht mehr.
Obwohl O’Briens eigene Projekte nach den künstlerischen Erfolgen von 1925, 1933 und 1949 scheiterten, gelangten mehrere seiner Ideen in die Kinos. Die Geschichte über einen Allosaurus, der in einem abgelegenen Tal von Cowboys entdeckt wird, wurde 1956 ohne seine Mitwirkung als Der Fluch vom Monte Bravo verfilmt. Als Hommage veröffentlichte Ray Harryhausen 1969 Gwangis Rache, der ebenfalls auf dieser Idee basierte. In einer weiteren Geschichte ging es um den Kampf zwischen einem Gorilla und einem Monster in San Francisco. Ohne sein Wissen wurde die Idee an die Toho-Studios in Japan verkauft, die 1962 Die Rückkehr des King Kong herausbrachten.
Willis O’Brien war zwischen 1925 und 1930 mit Hazel Ruth Collette verheiratet. Aus der Ehe gingen die Söhne William und Willis Jr. hervor, die 1933 von ihrer Mutter erschossen wurden. Ihr Selbstmordversuch scheiterte. Sie starb 1934. Er war seit 1934 mit Darlyne Prenett verheiratet. Er starb an den Folgen eines Herzinfarktes.

## Filmografie (Auswahl)
- 1925: Die verlorene Welt (The Lost World)
- 1933: King Kong und die weiße Frau (King Kong)
- 1933: King Kongs Sohn (The Son of Kong)
- 1935: Der Untergang von Pompeji (The Last Days of Pompeii)
- 1936: Tanzende Piraten (Dancing Pirate)
- 1941: Citizen Kane (Citizen Kane)
- 1949: Panik um King Kong (Mighty Joe Young)
- 1956: Die Tierwelt ruft (The Animal World)
- 1957: The Black Scorpion
- 1959: Das Ungeheuer von Loch Ness (Behemoth the Sea Monster)
- 1963: Eine total, total verrückte Welt (It's a Mad Mad Mad Mad World)

## Auszeichnungen
- 1950: Oscar für die besten Spezialeffekte: Panik um King Kong (Mighty Joe Young, 1949)
- 1997: Annie Award für sein Lebenswerk (Winsor McCay Award)